# 龙港站 (葫芦岛市)
龙港站，位于中国辽宁省葫芦岛市龙港区，是中国铁路沈阳局集团有限公司锦州车务段管辖的四等站，是锦葫支线的终点站。本站为葫芦岛港疏港铁路，供葫芦岛锌厂、渤海造船厂产品运输使用。
车站建于1910年，原名葫芦岛站。1999年4月1日更名为龙港站。